# Ritual del Saakhelu
Este Ritual del Saakhelu es el más trascendental de la cultura Nasa, indígenas con cuna en Tierradentro (Cauca, Colombia), que según Otero (1952: 62) se dividieron en subgrupos que trasmontaron la cordillera del Páramo de Moras, invadiendo la vertiente occidental de la Cordillera Central y ocuparon las tierras de Jambaló, Pitayó, Quichaya, Pueblo Nuevo, Caldono, Toribío, Tacueyó, San Francisco, Pioyá; Paniquitá y Noviráo, en inmediaciones de lo que hoy es Popayán y en el resguardo indígena de López Adentro.
Es una práctica milenaria que se retoma según los Chamanes, a partir de la catástrofe natural del 6 de junio de 1994 causada por una avalancha ocurrida en suroccidente de Colombia con epicentro en las faldas del volcán Nevado del Huila.

## Práctica
Según los Chamanes Nasa, el saakhelu hace tributo a la Tierra como Madre agradeciendo por sus recursos y suelos, tierras fértiles donde se puede cosechar y practicar con un sentido médico- espiritual y místico; se percibe un ambiente de reflexión e intensificación y conexión con la vida cosmogónica. Los asistentes llevan semillas para que mediante el ritual se renueven.
Este momento espiritual convoca a niños, niñas, jóvenes, adultos y ancianos indígenas o no, para que se concentren en saludar a los espíritus que habitan, según su creencia, en el Mundo de Abajo (Seno de la Madre Tierra) y el Mundo de Arriba (Casa del Sol y la Luna) y que durante tres días visitan el espacio geográfico y cosmológico para brindar fuerza y orientación a la población que converja. Las actividades como la danza con grupos musicales propios,  picar carne al son del tambor y ejercer trabajo en conjunto son lo que les permite, según ellos, conservar las raíces culturales Nasa.